# Оккатор (кратер)
Оккатор — ударний кратер на Церері. Названий на честь римського божества боронкування, помічника Церери (назва затверджено МАС 3 липня 2015 року).
Діаметр кратера — 92 км. Максимальна різниця висот між найвищими горами валу і найнижчими точками дна кратера досягає 6 км: на валі є кілька обривів заввишки близько 2 км .

## Вивчення

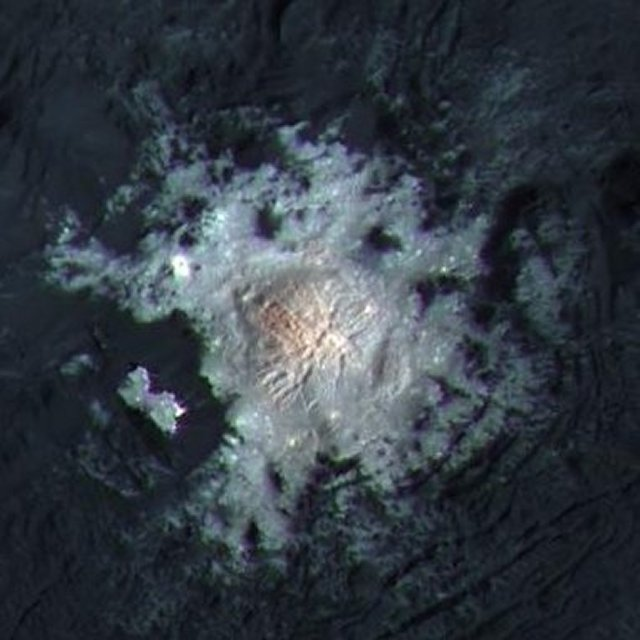
Факула Цереалій (штучні кольори)

Кратер Оккатор відкритий і вивчений зондом НАСА Dawn — першим космічним апаратом, який відвідав Цереру в 2015—2016 роках. Ним були відкриті незвично яскраві плями в центрі Оккатора (альбедо вище 0,5). За допомогою інфрачервоного спектрометра вченим з команди місії Dawn вдалося дізнатися, що ці плями складаються зі звичайної соди (карбонату і бікарбонату натрію), яка могла утворитися лише за участю рідкої води — ймовірно, що залишилася при випаровуванні з центру кратера підповерхневої води, розтопленої ударом, який утворив кратер.
Над цими плямами був помічений туман: під гострим кутом було видно, як він заповнює половину кратера, зупиняючись біля його краю. На науковій конференції 21 липня 2015 року було висунуто припущення, що джерелом туману є сублімація водяного льоду, що виходить на поверхню в районі плям. Однак можливо, що джерелом є солоні підповерхневі води.
Вчені з США та Європи, проаналізувавши нові дані апарата Dawn про Цереру, прийшли до висновку, що під кратером Оккатор перебував "великий резервуар" з морською водою віком близько 20 млн років. Це було підтверджено зображеннями Церери в інфрачервоному діапазоні, зробленими космічним зондом Dawn з висоти близько 35 км над поверхнею планети. Вчені виявили там сліди речовини, яка міститься у морському льоді — гідрогаліту, який раніше ніколи не знаходили за межами Землі. Науковці, що зробили це відкриття, припускають, що відкладення солі утворилися там протягом останніх двох мільйонів років. Дослідники припустили, що пагорби в кратері Оккатор утворилися з замерзлої води, що була викинута при ударі метеорита на поверхню.
Яскрава пляма в центрі кратера отримала назву «Факула Цереалій» (Cerealia Facula), а група плям на сході кратера — «Факула Віналій» (Vinalia Faculae). Ці назви були затверджені Міжнародним астрономічним союзом 26 листопада 2016 року.